# Burg Alt-Laubenberg
Die Burg Alt-Laubenberg, auch Laubenberg, Laubenburg genannt, ist die Ruine einer Höhenburg auf einer 810 m ü. NN hohen Anhöhe etwa 1000 Meter südlich der schwäbischen Gemeinde Grünenbach im Landkreis Lindau (Bodensee) in Bayern.

## Geschichte
Die Burg wurde vermutlich Anfang des 12. Jahrhunderts von den Herren von Laubenberg, die Dienstleute des Hochstifts Augsburg waren, als Stammsitz erbaut, und indirekt 1165 mit Erpus von Laubenberg und 1268 mit Konrad von Laubenberg erwähnt. Die Herren von Laubenberg waren auch als Ministeriale der Augsburger Bischöfe auf Burg Laubenbergerstein und als Lehnsleute der Grafen von Montfort auf Burg Rauhlaubenberg. Die Linie der Herren von Laubenberg auf Laubenstein starb 1442 aus, ihre Erben war die Linie Laubenberg von Laubenberg-Stein. 
Nach der Zerstörung der Burg Alt-Laubenberg im Jahr 1468 durch einen Brand und ihrem Wiederaufbau 1469 wurde die Burg 1525 im Deutschen Bauernkrieg von Aufständischen zerstört. 1636 starb dann auch diese Linie der Laubenberger aus, Erben waren die Freiherren Pappus von Trazberg.
Die Burg Alt-Laubenberg brannte 1719 nach einem Blitzeinschlag ab und wurde daraufhin nicht wieder aufgebaut. 1801 wurden aus der Ruine Steine für die abgebrannte Tafernwirtschaft im benachbarten Schönau gebrochen. 1806 gelangte die Burgruine an Bayern, 1892 kam sie an die Freiherren von Nostitz.
Von der ehemaligen Burganlage sind noch Mauerreste erhalten.

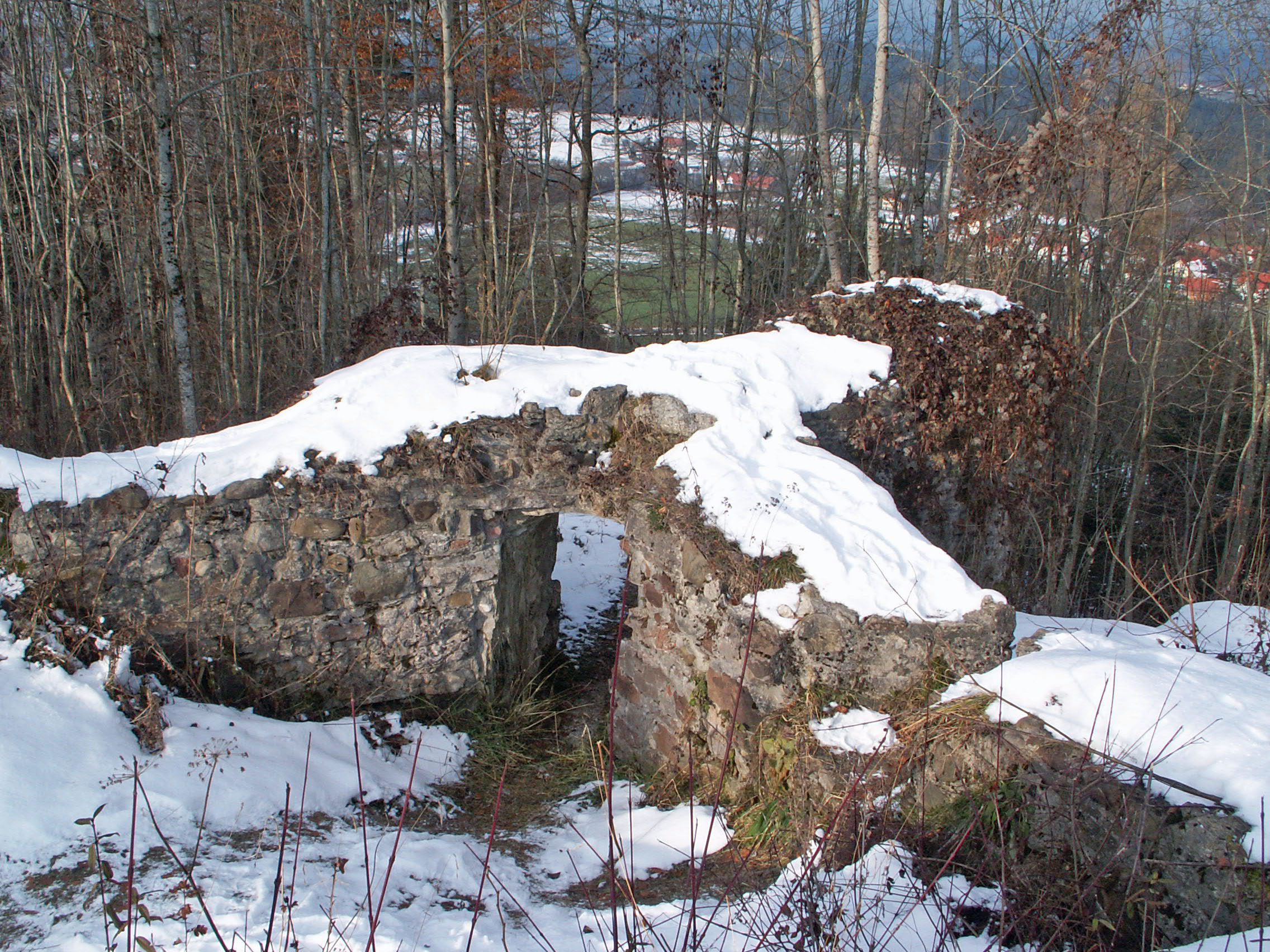
Ruine Altlaubenberg
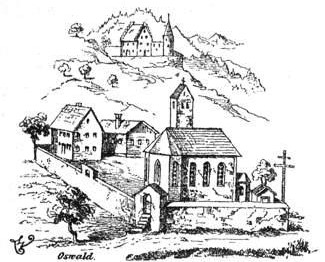
Burg Alt-Laubenberg hinter der Kirche St. Otmar